# Slizniewo (rejon smoleński)
Slizniewo (ros. Слизнево) – wieś (ros. деревня, trb. dieriewnia) w zachodniej Rosji, w osiedlu wiejskim Michnowskoje rejonu smoleńskiego w obwodzie smoleńskim.

## Geografia
Miejscowość położona jest 3 km od drogi federalnej R120 (Orzeł – Briańsk – Smoleńsk – Witebsk), 13 km od drogi magistralnej M1 «Białoruś», 10 km od centrum administracyjnego osiedla wiejskiego (Michnowka), 16 km od Smoleńska, 4,5 km od najbliższej stacji kolejowej (Gniezdowo).
W granicach miejscowości znajdują się ulice: Centralnaja, Centralnyj pierieułok.

## Demografia
W 2010 r. miejscowość zamieszkiwało 14 osób.